# Dendropsophus bipunctatus
Dendropsophus bipunctatus es una especie de anfibios de la familia Hylidae. Es endémica de Brasil.
Sus hábitats naturales incluyen bosques tropicales o subtropicales secos y a baja altitud, montanos secos, zonas de arbustos, praderas parcialmente inundadas, marismas de agua dulce, corrientes intermitentes de agua, pastos y estanques.